# Achille Comte
Pour les articles homonymes, voir Comte.
Achille Joseph Comte, né le 29 septembre 1802 à Grenoble (Isère) et  mort le 17 janvier 1866 à Nantes, est un médecin, professeur d'histoire naturelle, zoologiste et physiologiste français.

## Aperçu biographique
Comte fait ses études de médecine à la Faculté de médecine de Paris, devient interne et fréquente les plus grands hôpitaux parisiens. Recruté par Jean Cruveilhier, il l'est un des membres fondateurs de la Société anatomique de Paris. Il abandonne cependant la voie médicale après avoir soutenu sa thèse pour tenir un poste de professeur de sciences naturelles au Collège Royal Charlemagne. Il est pendant plusieurs années président de la Société des gens de lettres et membre de nombreuses sociétés savantes. Jusqu'à la Révolution de 1848, il est chef de bureau des « Compagnies savantes et des affaires médicales », au ministère de l'Instruction publique. Contraint de quitter ce poste mais plus tard reconnu pour ses talents dans ses activités pédagogiques, il est nommé directeur de l'École préparatoire à l'enseignement supérieur des sciences et des lettres de Nantes sous le Second Empire.
Il épouse Aglaé de Bouconville, veuve du dramaturge Jean-Louis Laya, qui elle-même publiera plusieurs pièces de théâtre mais également une  Histoire naturelle racontée à la jeunesse, ou Exposé des instincts et des mœurs des animaux, précédé d'une notice sur les races humaines.

## Œuvres et publications

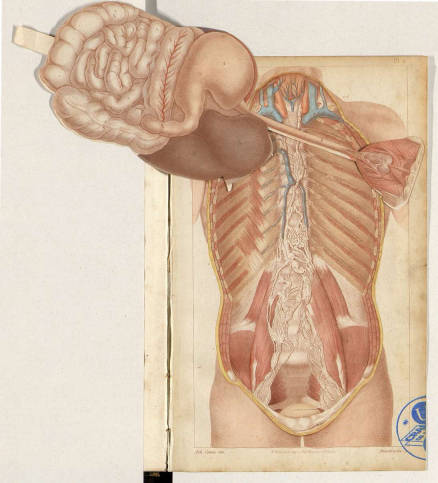
Achille Joseph Comte, Alfred Joseph Annedouche: Atlas d'anatomie humaine, Imprimerie de Ch. Lahure, [Paris], [185?], planche 12.

Il est l'auteur de très nombreuses publications, aux multiples rééditions, destinées à l'enseignement de l'histoire naturelle pour les collèges et les écoles normales primaires. En 1833, il assure l'édition, à la librairie médicale de Crochard, du Règne animal ("disposé en tableaux méthodiques par J. Achille Comte") de Georges Cuvier, Texte intégral en ligne.
- Circulation du sang dans le fœtus, décrite et dessinée, [Thèse de médecine, Paris], 1827.
- Recherches anatomico-physiologiques relatives à la prédominance du bras droit sur le bras gauche, [avec planches] , Paris , chez l'auteur, 1828, VIII-48 p.-[2] p. de pl ; 22 cm.
- Keepsake d'histoire naturelle. Description des oiseaux. Suivie d'un exposé de l'art de les préparer et de les conserver, Paris, Bazouge-Pigoreau et Londres, Robert Tyas, [1838].
- Règne animal disposé en tableaux méthodiques, [Porte en page de titre la mention "ouvrage adopté par le Conseil Royal de l'Instruction publique pour l'enseignement des collèges et autres établissements de l'université"], Paris, Fortin Masson, 1840, 1 vol. ([2] p.) : 90 pl. ; In-fol., Planches 81 x 57 cm.
- Organisation et physiologie de l'homme, expliquées à l'aide de figures coloriées découpées et superposées, (4e  éd.), Paris, Les principaux libraires scientifiques, 1842, 1 vol. ([IV]-204 p.) ; in-8, lire en ligne sur Gallica; cinquième édition de 1845 lire en ligne sur Gallica; sixième édition de 1851, Texte intégral.
- Traité complet d'histoire naturelle, Paris, F. Didot frères, in-12, 1844-1849 :

1. Tome 1, « Zoologie. Mammifères », lire en ligne sur Gallica.
2. Tome 2, « Organisation et physiologie comparée des animaux », lire en ligne sur Gallica.
3. Tome 3, « Zoologie. Mammifères », lire en ligne sur Gallica.

- Les Jussieu, [notice sur Antoine, Bernard et Laurent de Jussieu], [Paris], [Langlois et Leclercq], [1846], 1 vol. (p. (235-247)) : plaq. ; In-8.
- Annuaire des Sociétés savantes de la France et de l'Étranger, 1846.
- Structure et physiologie de l'homme : démontrées à l'aide de figures coloriées, découpées et superposées, Paris, V. Masson et fils, 1861, 1 vol. (252 p.) : ill. ; in-8 + 1 atlas (7 p.-8 p. de pl. ; in-8.
- Planches murales d'histoire naturelle. Zoologie, botanique, géologie. Légendes, [2e édition publiée par Henri Bocquillon], Paris, V. Masson et fils, 1869, In-18, 75 p., lire en ligne sur Gallica.
- Structure et physiologie animales démontrées à l'aide de figures coloriées et superposées, Paris, G. Masson, 1875, 1 vol. (252 p.) : 8 pl. en coul. ; In-8 (12 X 18).
- Structure et physiologie de l'homme, [multiples éditions], Paris, Masson, 1885.

En collaboration
- avec Henri Milne Edwards : Cahiers d'histoire naturelle: I. Zoologie, II. Botanique, III. Géologie, 3 tomes en 1 vol., [S.l.] , [s.n.] -- [1852]-1855, Paris, V. Masson : en ligne :
  - Cahiers d'histoire naturelle à l'usage des collèges et des écoles normales primaires, 1838.
  - Cahiers d'histoire naturelle, nouvelle édition, 1855, avec 17 planches.

- avec Alfred Annedouche (graveur): Atlas d'anatomie humaine, [Paris], Imprimerie de Ch. Lahure, [185?], Texte intégral.